# 君津 (君津市)
君津（きみつ）は、千葉県君津市の地名。丁番を持たない単独町名で、郵便番号は299-1141。当地域の世帯数および人口は非公表。

## 地理
市内北西部の小糸川河口部右岸、東京湾に突き出た埋立地に位置する。君津市の最北端・最西端にあたる。
地内は全域が日本製鉄東日本製鉄所君津地区（旧・君津製鉄所）の敷地となっている。
北と西は東京湾に面し、東で木更津市築地、南で坂田・大和田・人見、南西で西君津とそれぞれ接する（特記ないものは君津市）。

### 河川
- 小糸川

### 海洋
- 東京湾

## 歴史
1969年（昭和44年）に君津町人見・大和田地先公有水面埋立地に新たな地名として成立した。

### 沿革
- 1962年（昭和37年） - 八幡製鐵（現：日本製鉄）による埋立開始。
- 1965年（昭和40年） - 君津製鐵所（現：東日本製鉄所君津地区）開業。
- 1969年（昭和44年）3月18日 - 海岸埋立地が君津郡君津町に編入[2]、大字君津成立。
- 1971年（昭和46年）9月1日 - 君津町が市制施行し、君津市となる。

## 交通
地内を通る鉄道路線はない。最寄駅はJR内房線君津駅・青堀駅。

### バス
- 日東交通
  - 君津市内循環線 君津駅北口 - 君津製鉄所 - 大和田 - 君津駅北口 - 八重原社宅（循環ルート）
  - 周西線 君津製鉄所行・中島行

### 道路
国道
- 国道16号

主要地方道
- 千葉県道90号木更津富津線

一般県道
- 千葉県道159号君津大貫線 - 起点のみ

## 施設
- 日本製鉄東日本製鉄所君津地区（一部は木更津市築地に所在）
- 君津健康センター
- 君津共同発電所